# رافائل اوبرمر

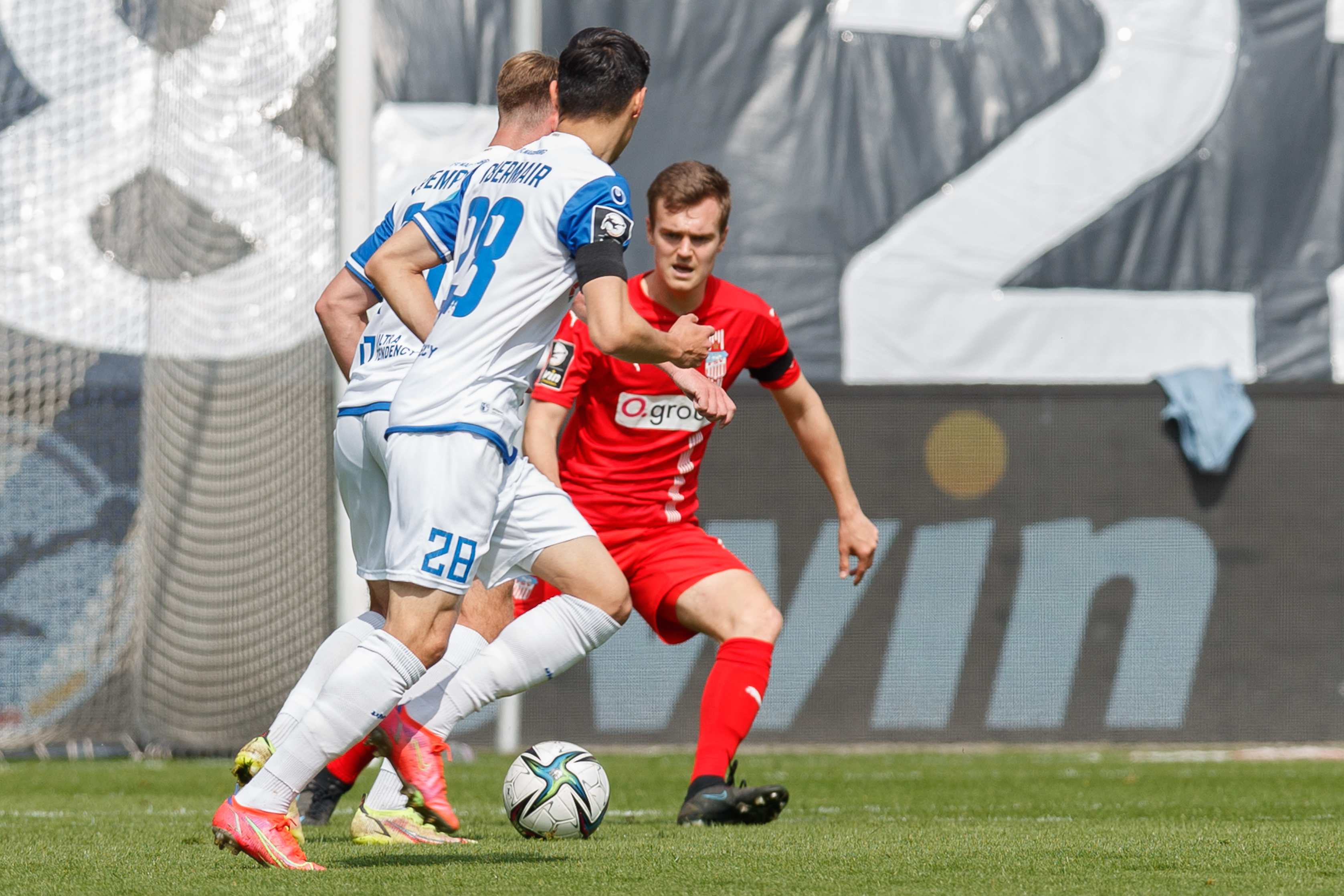
رافائل اوبرمر درحال انجام بازی

رافائل اوبرمر (انگلیسی: Raphael Obermair؛ زادهٔ ۱ آوریل ۱۹۹۶) بازیکن فوتبال اهل آلمان است.
از باشگاه‌هایی که در آن بازی کرده‌است می‌توان به باشگاه فوتبال بایرن مونیخ اشاره کرد.